# Живим да живим
Живим да живим је шеснаеста песма на албуму „Исток, север, југ и запад“ српске певачице Индире Радић. Песма је снимљена 2009. године, као први сингл којим је најављен албум Исток, север..., а Радићева је премијерно отпевала 25. октобра исте године, у емисији Звезде Гранда – Народ пита.
Живим да живим је певачицин највећи хит на албуму Исток, север, југ и запад.